# Csaba Horváth
Csaba Horváth (Budapeste, 7 de abril de 1971) é um ex-canoísta húngaro especialista em provas de velocidade.

## Carreira
Foi vencedor da medalha de ouro em C-2 500 m em Atlanta 1996 junto com o seu colega de equipa György Kolonics.
Foi vencedor da medalha de prata em C-2 1000 m em Atlanta 1996.